# Michael Kohlstruck
Michael Kohlstruck (* 1957) ist Politikwissenschaftler, Antisemitismus- und Rechtsextremismus-Forscher. Seit 2002 arbeitet er am Zentrum für Antisemitismusforschung an der Technischen Universität Berlin. Dort leitet er die Arbeitsstelle Jugendgewalt und Rechtsextremismus.

## Leben
Michael Kohlstruck studierte Philosophie, Politikwissenschaft, Germanistik und sozialwissenschaftliche Forschungsmethoden in Berlin. Als wissenschaftlicher Mitarbeiter arbeitete er anschließend in Bremen, Potsdam, Berlin und Aachen. Kohlstruck ist promovierter Wissenschaftler.
Zu Kohlstrucks Arbeitsschwerpunkten gehören die Rechtsextremismus- und Jugendforschung. Er beschäftigt sich darüber hinaus mit Fragen zur Politischen Kultur und der Zeitgeschichte.

## Schriften (Auswahl)
- Der Doppelcharakter der rechtsradikalen Jugendkultur und das Kontinuitätsproblem in der Jugendarbeit. In: Wolfgang Benz und Ute Benz (Hrsg.): Jugend in Deutschland. Opposition, Krisen und Radikalismus zwischen den Generationen. München 2003, S. 189–210.
- Gerettete Idole? Albert Speer, Gregor und Otto Straßer, Rudolf Heß. In: Wolfgang Benz / Peter Reif-Spirek (Hrsg.): Geschichtsmythen. Legenden über den Nationalsozialismus. Berlin 2003, S. 87–114.
- Fundamentaloppositionelle Geschichtspolitik. Die Mythologisierung von Rudolf Heß im deutschen Rechtsextremismus. In: Claudi Fröhlich und Horst-Alfred Heinrich (Hrsg.): Geschichtspolitik. Wer sind ihre Akteure, wer ihre Rezipienten? Franz Steiner, Stuttgart 2004, S. 95–109.
- „Ich bin stolz, ein Deutscher zu sein“. Zur Struktur und Geschichte eines politischen Symbols. In: Wolfgang und Ute Benz (Hrsg.): Stolz deutsch zu sein? Aggressiver Anspruch und selbstverständlicher Patriotismus. Metropol, Berlin 2005, S. 53–76.
- Rechtsorientierte Jugendliche in Deutschland – Aktuelle Entwicklungen und Tendenzen. In: Stefan Wink, Georges Rotink und der Stadt Mainz (Hrsg.): Rechtsorientierte Jugendliche. Brauchen wir (neue) Gegenstrategien? Mainz 2005, S. 16–27.
- mit Andreas Klärner (Hrsg.): Moderner Rechtsextremismus in Deutschland. Hamburg 2006.
- Angepasste Strategie. Zur aktuellen Geschichtspolitik der NPD. In: Bündnis 90/Die Grünen. Fraktion im Sächsischen Landtag (Hrsg.): Die NPD-Fraktion im Sächsischen Landtag. Strategie und Ideologie. Bündnis 90, Dresden 2006, S. 85–103.
- mit Rainer Erb: Eine Anmerkung zur aktuellen öffentlichen Diskussion um Antisemitismus, 2006.
- Die zweite Geschichte von Nr. 7. Der Mythos Rudolf Heß im deutschen Rechtsextremismus. In: Michael C. Bienert (Hrsg.): Die Vier Mächte in Berlin. Beiträge zur Politik der Alliierten in der besetzten Stadt. Berlin 2007, S. 217–229.
- Rechtspopulismus und Rechtsextremismus. Graduelle oder qualitative Unterschiede?. In: Richard Faber und Frank Unger (Hrsg.): Populismus in Geschichte und Gegenwart. Königshausen & Neumann, Würzburg 2008, S. 211–228.
- mit Daniel Krüger und Ulrich Wyrwa (Hrsg.): Werner Bergmann: Soziologische Studien. Zeit, Lebenswelt und soziale Bewegungen. Metropol, Berlin 2010.
- mit Andreas Klärner (Hrsg.): Ausschluss und Feindschaft. Studien zu Antisemitismus und Rechtsextremismus. Festschrift für Rainer Erb. Metropol, Berlin 2011.
- Vergangenheit als Zukunft. Zur Strategie der Erinnerung im deutschen Rechtsextremismus. In: Robertson-von Trotha, Caroline Y. (Hrsg.): Rechtsextremismus in Deutschland und Europa. Rechts außen – Rechts ‚Mitte‘? (= Kulturwissenschaft interdisziplinär. Band 7). Nomos, Baden-Baden 2012, S. 57–66.